# Saldania-Gürtel

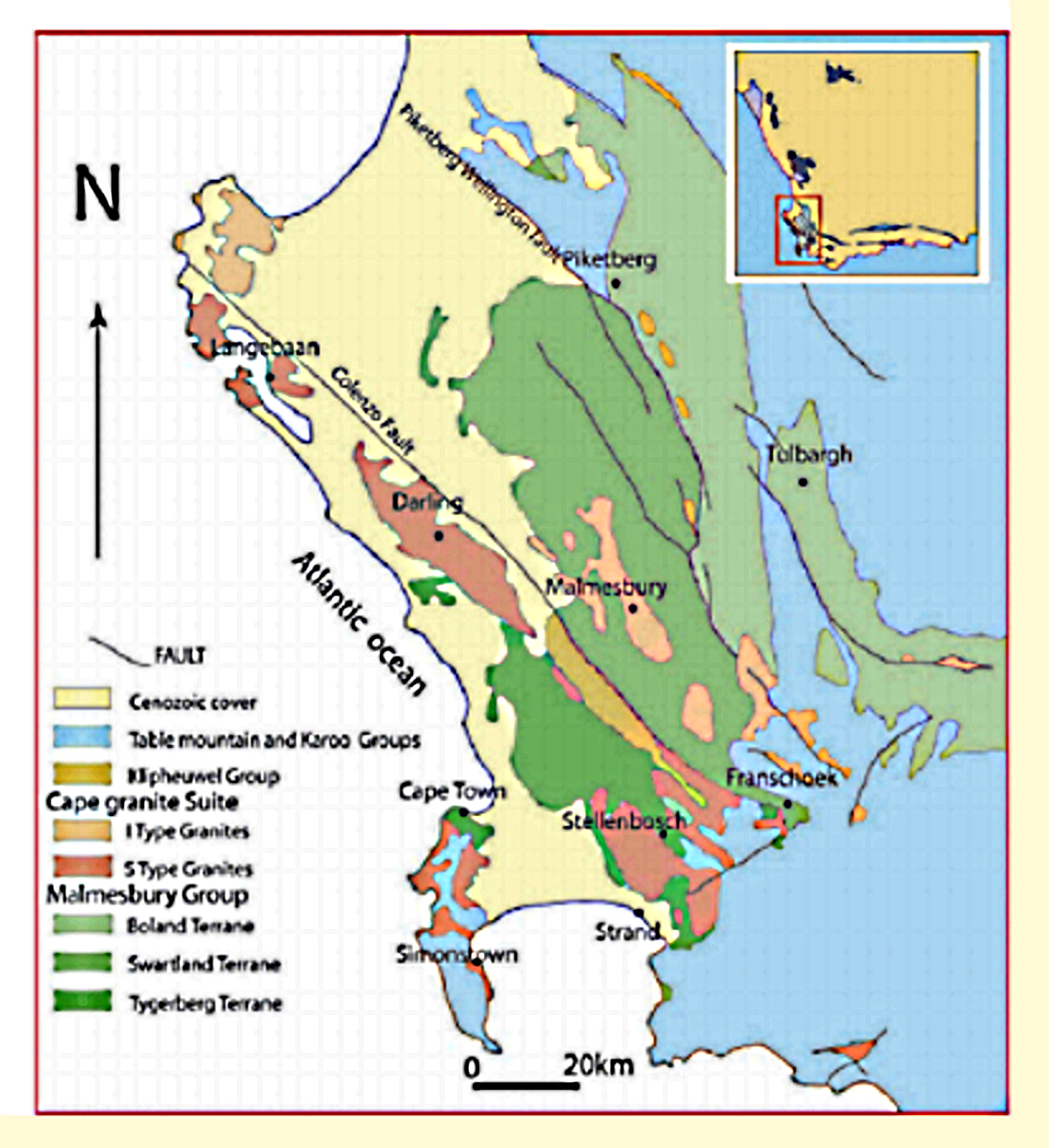
Geologische Karte des Saldania-Gürtels im Südwesten Afrikas

Lage vom Westkap

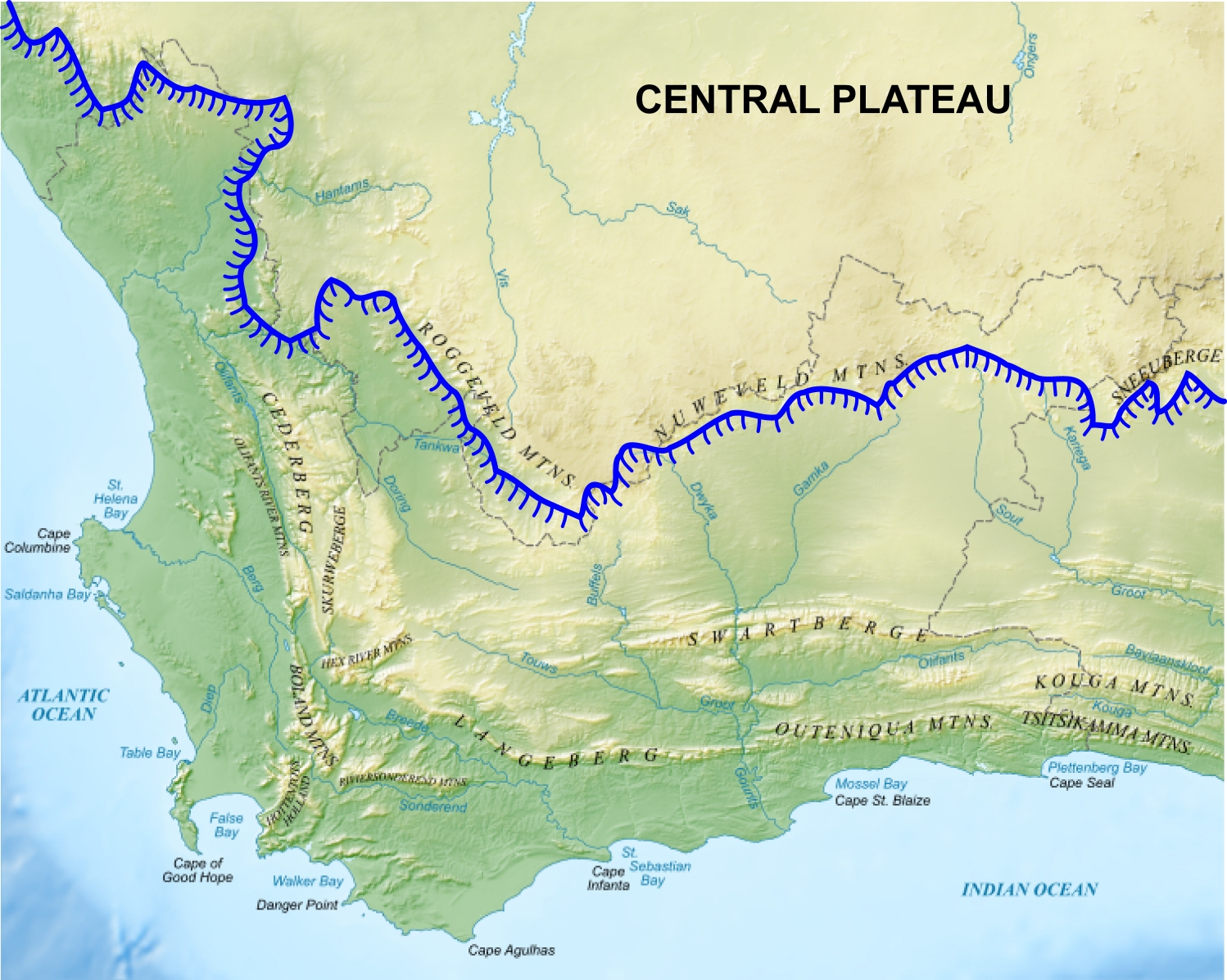
Topographie des westlichen Teils vom Kap-Faltengürtel mit dem Übergang zum Saldania-Gürtel

Der Saldania-Gürtel (Saldania Belt) bezeichnet in der regionalen Geologie Afrikas ein neoproterozoisches Falten- und Überschiebungsorogen, das sich im Westkap (Western Cape) vom äußersten Südwesten bis einschließlich der südlichen Spitze Afrikas erstreckt. Im südwestlichen Bereich treten Aufschlüsse aus den dortigen quartären Sedimentablagerungen zu Tage, während der südliche Bereich unter phanerozoischen sedimentären Sequenzen des Kap-Faltengürtels fast vollständig verborgen ist. Deshalb wird üblicherweise der südwestliche Bereich in der wissenschaftlichen Literatur behandelt. Er erstreckt sich mit einer Länge von ca. 170 Kilometer (km) am westlichen Atlantikrand südlich von Kapstadt bis nördlich bis zur St Helena Bay. Etwas südlich von dieser Bucht liegt die Küstenstadt Saldanha, von der der Gürtel seinen Namen ableitet. Seine Breite beträgt zwischen Saldanha und dem Kap-Faltengürtel ca. 110 km. Geologisch entwickelt sich dieser Gürtel auf dem südwestlichen Bereich des Kalahari-Kratons in einem Zeitraum von etwa 750 bis 510 mya. Zwei bedeutende Verwerfungen bzw. Scherzonen durchziehen den Saldania-Gürtel.
Der Saldania-Gürtel ist Bestandteil der Pan-Afrikanischen Orogenese.

## Tektonische Historie

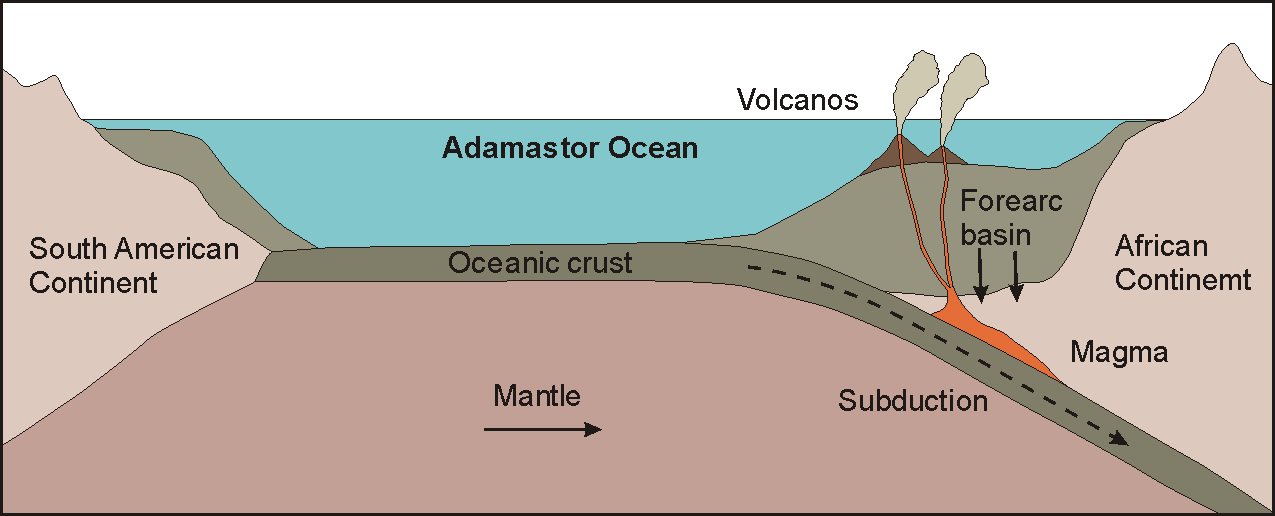
Prinzipdarstellung der tektonischen Situation um den Saldania-Gürtel

Die tektonische Evolution des Saldania-Gürtels lässt sich zurückverfolgen bis zu intra-kontinentale Grabenbüche zwischen den seinerzeit noch verbundenen Kratonen Kalahari und Rio de la Plata. In der weiteren geologischen Entwicklung weiteten sich während des Auseinanderbrechens des Superkontinents Rodinia zwischen 780 und 640 mya die Grabenbrüche zum südlichen Adamastor-Ozean aus. Der Ozean schloss sich von 600 bis 590 mya wieder mit Subduktion des Ozeanbodens unter den Rand des Kalahari-Kratons unter erneuter Vereinigung mit dem Rio de la Plata-Kraton.
Die Kollisionsprozesse verursachten Blattverschiebungen mit transpressiver Tektonik, wodurch ein Akkretionskomplexe entstanden. Diese sind charakteristisch für den Saldania-Gürtel. Ähnliche Strukturen können auch im nördlich liegenden Gariep-Gürtel nachgewiesen werden.

## Tektono-lithostratigraphische Struktur
Der Saldania-Gürtel gliedert sich in unterschiedliche tektonisch-lithostratigraphische Strukturen. Die Gliederung und Zusammenfassung dieser Strukturen differiert zwischen verschiedenen Veröffentlichungen. So wurde z. B. das östliche Boland Terrane, das zentrale Swartland Terrane und das südwestliche Tyberg Terrane in der Malmesbury Group zusammengefasst. Andere Gliederungen fassen in dieser Group nur das Swartland Terrane und das Tyberg Terrane zusammen. Auch die Zuordnung einiger Formationen ist noch uneinheitlich.

### Bridgetown Formation
Die Bridgetown Formation ist eine komplexe metavulkanisch, -sedimentäre Abfolge, die der stark gescherten Piketberg-Wellington Fault folgt. Sie bildet eine Geosutur zwischen dem südlichen Boland Terrane-Grabenrand am Kalahari-Kraton und dem weiter südlich liegenden Swartland Terrane. Gesteinsfazien deuten auf den Ursprung an einem aktiven Kontinentalrand mit anfänglicher Ausbildung eines Grabenbruchs hin. In der weiteren Subduktionsphase wurde aus dem Grabenbruch eine Ozeanbodenspreizung.
Die Abfolge besteht aus Tholeiiten, geringen Anteilen aus Serpentiniten, Dolomiten, und verschiedenen Schiefern. Tholeiite entstehen durch submarinen Vulkanismus an mittelozeanischen Rücken und machen einen Großteil der ozeanischen Erdkruste aus. Serpentinite können ähnliche Entstehungsmilieus gehabt haben, sich aber auch in Subduktionszonen und entlang von Kontinentalplattenrändern sowie Grabenbruchzonen und Faltengebirge bilden. Diese ozeanische metavulkanische Abfolge wird als zergliederter Ophiolith-Komplex mit Überdeckungen von Tiefseebergen aus Dolomiten und jaspistischen Hornsteinkörpern angesehen. Die Bridgetown Formation weist einige physikalische und geochemische Ähnlichkeiten mit der altersverwandten Grootderm-Formation des Marmora-Terrans im Gariep-Gürtel auf (siehe → Marmora-Terran).
Die Bridgetown Formation entstand zwischen 750 und 600 mya während der Subduktion der Adamastor-Ozeankruste unter den Kalahari-Kraton.

### Klipheuwel Group
Die Aufschlüsse der Klipheuwel Group treten entlang der Colenso Fault Zone und der Piketberg-Wellington Fault zu Tage, wo das Tyberg Terrane vom Swartland Terrane bzw. das letztere vom Boland Terrane getrennt werden.  Diese Group überlagert diskordant die Gesteinsablagerungen der jeweiligen Terrane sowie der Cape Granite Suite. Andererseits wird sie lokal von einer dicken siliziklastischen Sedimentabfolge der ordovizisch-devonischen Tafelbergsandsteine überlagert.
Diese Group ist eine insgesamt grobkörnige bis zu 2000 m mächtige siliziklastische Sedimentabfolge. Klasten, schlecht sortiertes, stellenweise rotes bis violettes Konglomerat sowie grobkörniger Arenit im unteren Teil der Group gehen in mittel- bis feinkörnigen Arenite über, in dem rote bis violette Tonschiefer eingeschaltet sind. Quarzite, Adern aus Quarzen und purpurfarbenen Schiefern stammen höchstwahrscheinlich aus den darunter liegenden Terrane ebenso wie Gesteinsbrocken vulkanischer Herkunft.
Die Klipheuwel Group dokumentiert einen Wechsel des Ablagerungsmilieus an einem Kontinentalhang und einem Tiefseegraben mit marinen und Flysch-Ablagerungen zu kontinentalen fluvialen Graben- und Halbgrabenablagerungen. Auf die Exhumierung, ausgedehnte Erosion und die Bildung einer Rumpffläche (Peneplain) folgte die Ablagerung der Tafelbergsandsteine. Das Goldvorkommen von Spitskop (Spitskop gold prospect), 10 km südlich von Piketberg gelegen, stellt das erste identifizierte Vorkommen einer mesothermalen Goldmineralisierung in einem Goldquarzgang des Saldania-Gürtels dar. Jedoch ist die wirtschaftliche Bedeutung gering.
Das Alter dieser Group wird mit 551 bis 522 mya angegeben.

### Boland Terrane
Das Boland Terrane entstand als auchtonisches (Vor Ort entstandenes) Terran. Es lagert auf dem südwestlichen Kalahari-Kraton und wird dort begrenzt durch den paläoproterozoischen bis mesoproterozoischen Namaqua-Natal-Gürtel (Namaqua-Natal Belt oder Namaqua-Natal Province). Mutmaßlich hat dieses Terran auch tektonischen Kontakt mit diesem Belt. Das Boland Terrane ist durch sedimentäre und vulkanische Gesteinssequenzen charakterisiert und besteht aus siliklastischen Sedimentgesteinen, die in einer distalen (relativ weit entfernt vom Herkunftsort entferntem Liefergebiet) Grabenbruchsequenz abgelagert wurden. Sie überlagern dort die Ablagerungen des Kap-Faltengürtels. Demzufolge kann das Boland Terrane als ehemaliges molassegefüllte Vorlandbecken auf dem Kalahari-Kraton angesehen werden. Das kontinentale Rifting wurde durch die Öffnung des Adamastor-Ozeans hervorgerufen.
Die untersten Ablagerungen werden dominiert von phyllitischen Schiefern und Grauwacken. Regional kommen metavulkanische Diabase bzw. Kissenlaven, Vulkanoklasten und Konglomerate aus verschiedenen Gesteinen vor. Des Weiteren sind Kalksteine, Cherts und Quarzite vorhanden. Diese metavulkanischen Gesteine sind mit der Bridgetown Formation verwandt, das zwischen dem Boland Terrane und dem Swartland Terrane liegt. In den oberen Ablagerungen kommen schicht- und linienförmige feldspathaltige Quarzite, Grauwacken, Muskovitschiefer, Bändererze, Feldspatkiese und -konglomerate sowie unreine mergelige Kalksteinen vor. Zahlreiche mafische Dykes intrudierten die abgelagerten Gesteinspakete.
Das Boland Terrane hat generell eine noch weniger komplexe tektonische Geschichte als die Tygerberg  und Swartland Terrane. Es weist nördlich bis nordwestlich verlaufende, nahezu aufrechte, enge Falten mit axialen planaren Spaltungen auf. Jedoch entstanden in östlichen Teilen des Boland Terranes komplexere mehrphasige Deformationen, die das Ergebnis des benachbarten Kap-Faltengürtels ist. Die metamorphe Überprägung ist gering und weist Grünschiefer-Fazies auf.
Das Alter vom Boland Terrane datiert von 601 bis 501 mya. Das jüngste Alter wird durch Intrusiva der Cape Granite Suite definiert.

### Swartland Terrane
Das Swartland Terrane scheint ein para-autochthonisches Terran gewesen zu sein. In ihm sind Phyllite, kristalline Schiefer (schists) mit unterschiedlichen Mineralbeständen sowie reine calciumcarbonatische Marmor-Linsen die vorherrschenden Gesteinstypen. Außerdem sind Arenite, Grauwacken, ein feldspathaltige Konglomerate sowie Quarzite und Bruchsteine vertreten. Die Gesteinspakete des Swartland Terranes lagerten sich während einer Phase steigenden Meeresspiegels und somit geringerer kontinentaler Exposition ab. In die sedimentären Ablagerungen intrudierten Granite des I-Typs sowie Quarz-Porphyr-Lagergänge und -Dykes.
Dieses Terran unterlag mehreren Deformationsphasen, Ein frühes Deformationsereignis um 575 mya zeigt weit reichende Schichtungsverschiebungen, Überschiebungen und Verschachtelung von Einheiten, die eine tektono-lithoststratigraphische Abfolge bilden, bei denen Foliationen und verschiedene Faltenformen auftraten. Die Hauptdeformationsphase ist während der Überschiebungen infolge der nach Südosten gerichteten Subduktion des Adamastor-Ozeans unter dem Kalahari-Kraton entstanden.
Das Alter diese Terrans datiert zwischen 600 und 557 mya. Das jüngste Alter wird durch Intrusiva der Cape Granite Suite definiert.

### Tygerberg Terrane
Das Tyberberg Terrane war höchstwahrscheinlich ein echtes allochthones (ortsfremdes) Terran, für das kein siliziklastisches Grundgebirge nachgewiesen wurde. Es ist charakterisiert durch eine rhythmische turbiditische Abfolge aus Grauwacken, Tonschiefern, verschieden gekörntem Areniten, dünnen, unreinen Carbonaten und unterschiedlich zusammen gesetzten Konglomeraten. Örtlich kann eine Vielzahl von sedimentären Strukturen unterschieden werden, die gradierte Schichtungen und Rippelmarken aufweisen.
Die turbiditische Sequenz könnte sich in einem Tiefsee-Ablagerungsmilieu gebildet haben. Alternativ wurde eine langsame Sedimentation in einem Hemipelagial mit gelegentlichen turbiditischen Strömungen bis zu untersten submarine Ebenen vorgeschlagen. Markant sind die von Sedimentstrukturen abgeleiteten Transportrichtungen. Diese lassen auf Sedimentquellen schließen, die westlich vom Kalahari-Kraton lagen.
Eine metavulkanische Abfolge von Tuffen und porengefüllte (amygdule) Andesiten tritt lokal in der Nähe von Kapstadt auf. Sie enthält zudem vulkanische Schlammsteine, vulkanische Agglomerate und umgewandelte porige kalc-alkalinen Andesite. Die Wassertiefe der Ablagerung war nicht sehr groß. Sehr begrenzte lithogeochemische Daten weisen auf CMB-Basalte (continental margin basalte) hin, die typisch an einer Ozean-Kontinent-Subduktionszone entstehen. Diese werden dem granitischen S-Type zugeordnet, welcher aus Sedimentgesteinen der unteren kontinentalen Kruste erschmolzen wurde. Der Deformations- und Metamorphosegrad dieses Terrans ist sehr gering.
Das Alter des Tybergerg Terranes könnte bis um 564 mya reichen. Das Minimumalter datiert zwischen  554 und 540 mya und ist durch Intrusiva der Cape Granit Suite definiert.

### Verwerfungen

#### Colenso Fault Zone
Die Colenso Fault Zone trennt das Tyberberg Terrane vom Swartland Terrane. Die subvertikaleVerwerfungszone ist nordwest-südöstlich ausgerichtet und kann über eine Länge von etwa 150 km von Franschhoek bis nach Darling und an die atlantische Westküste verfolgt werden. Diese Verwerfungszone ist eine Blattverschiebung (strike-slip fault), die duktile, sinistrale (linksgerichtete) Verschiebungen um 547 mya innerhalb des Darling Batholith aufweist, gefolgt von einer dextralen (rechtsgerichteten) während einer rapiden regionalen Exhumierung um etwa 540 mya mit einer Intrusion von Apliten um 539 mya im Trekoskraal-Gebiet. Die Intrusion des undeformierten Klipberg-Granites um 510 mya deutet darauf hin, dass die Verschiebungen zu diesem Zeitpunkt weitgehend zum Stillstand gekommen waren.
Sie unterscheidet sich von den anderen tektono-lithostratigraphischen Zonen des Gürtels durch eine komplexere Deformationsgeschichte und einen höheren metamorphen Grad. Möglicherweise stellt diese Verwerfung eine reaktivierte Störungszone des Grundgebirges dar.

#### Piketberg-Wellington Fault
Die Piketberg-Wellington Fault wird als eine nahezu vertikale Verwerfungszone beschrieben, die die Swartland und Boland Terrane trennt. Sie verzweigt sich innerhalb des Swartland Terranes in weitere Scherzonen und kann etwa zwischen den Städten Wellington und Piketberg über eine Länge von ca. 90 km verfolgt werden. Ansonsten wird sie von Tafelbergsandstein-Ablagerungen oder Intrusionen der Cape Granite Suite überdeckt.
Die Piketberg-Wellington Fault steht wahrscheinlich in Verbindung mit der Schakalsberge Störung (Schakalsberge Thrust) im Gariep-Gürtel (siehe → Schakalsberge Störung).

### Cape Granite Suite
Die Cape Granite Suite wurde  auf der Grundlage von Geochemie und Petrographie in Granite vom Typ S, I, und A unterteilt. Die Granitkörper haben im Allgemeinen eine längliche Form und verlaufen in der gleichen nordwestlichen Richtung wie die strukturelle Ausrichtung des Saldania-Gürtels.
- Die Granite des S-Typs traten südwestlich der Colenso Fault Zone im Tygerberg Terrane auf und entstanden aus dem teilweisen Aufschmelzen von Sedimentgesteinen mit Tonmineralien aus der Erdkruste in der Subduktionszone. Sie entwickelten sich als syn- bis spättektonische Granite, in denen eine peraluminöse Chemie vorherrscht mit aluminiumreichen Minerale, wie Cordierit und Muskovit. Diese Granite bilden voluminöse Plutone, wie den Darling Batholith, Peninsula Batholith und Stellenbosch Batholith. Das Alter dieser Granite wird zwischen 555 und 540 mya angegeben.
- Nördlich der Colenso Fault Zone Granite des I-Typs auf. Granite dieses Typs stammen im Allgemeinen aus Magmen, die durch teilweises Schmelzen von mafischen und intermediären magmatischen Gesteinen entstanden (siehe → Eigenschaften und Klassifikation). Sie bilden den Hauptanteil der ozeanischen Kruste und der MORBs (mid ocean ridge basalt). Sie kommen u. a. im Paarl Pluton, Vredenburg Pluton und Greyton Pluton vor. Deren Alter datiert zwischen 540 und 520 mya.
- A-Typ-Granite treten als kleine Intrusionen auf, wie z. B.  der Cape Columbine Granite und der Klipberg Granite. Deren Komposition ist generell  peralkalisch in Kombinationen mit verschiedenen anderen Oxiden. Sie entwickelten sich während einer post-kinematischen Phase um 520 mya und treten oft bei beginnendem Aufreißen kontinentaler Kruste in Erscheinung.
- Im nordwestlichen Tygerberg Terrane entstand um die Langebaan-Bucht eine Gruppe von felsischen Ignimbriten und Rhyolithen, die um 515 mya extrudierte. Sie bilden Lagergänge und Dyke und werden als mit der Cape Granite Suite assoziiert beschrieben. Vorkommen sind die Postberg Ignimbrite und die Saldanha Quartz Porphyrye.